# اللجنة الاجتماعية والإنسانية والثقافية
اللجنة الاجتماعية والإنسانية والثقافية (اللجنة الثالثة) (بالإنجليزية:Social, Humanitarian & Cultural) هي إحدى اللجان الست الرئيسية للجمعية العامة للأمم المتحدة وتتولى اللجنة مناقشة قضايا حقوق الإنسان، بما في ذلك التقارير الصادرة عن مجلس حقوق الإنسان التابع للأمم المتحدة، كما تناقش اللجنة قضايا النهوض بالمرأة، وحماية الأطفال، والشعوب الأصلية، ومعاملة اللاجئين، وتعزيز الحريات الأساسية من خلال القضاء على العنصرية والتمييز العنصري، وتعزيز الحق في تقرير المصير. كما تتناول اللجنة أيضا مسائل التنمية الاجتماعية الهامة مثل القضايا المتعلقة بالشباب، والأسرة، والمسنين، وذوي الإعاقة، ومنع الجريمة، والعدالة الجنائية، ومكافحة المخدرات.